# Williamsburg (Flórida)
Williamsburg é uma Região censo-designada localizada no estado americano da Flórida, no Condado de Orange.

## Demografia
Segundo o censo americano de 2000, a sua população era de 6736 habitantes.

## Geografia
De acordo com o United States Census Bureau tem uma área de 9,7 km², dos quais 9,5 km² cobertos por terra e 0,2 km² cobertos por água.

## Localidades na vizinhança
O diagrama seguinte representa as localidades num raio de 8 km ao redor de Williamsburg.